# César Villanueva
César Villanueva Arévalo (Tarapoto, 5 augustus 1946) is een Peruviaans onafhankelijk politicus. Hij was tweemaal in functie als premier van Peru: tussen oktober 2013 en februari 2014 onder het presidentschap van Ollanta Humala, en tussen april 2018 en maart 2019 onder president Martín Vizcarra.